# WWE 2K15
WWE 2K15 е втората игра от поредицата WWE 2K. Официално е обявено, че играта излиза първо в Северна Америка на 28 октомври, а след 3 дни излиза в Европа (за PS3 и Xbox360). Корицата включва 15 кратния шампион на Федерацията Джон Сина.

## Режим на игри

### My Career (моята кариера)
Играта също така ще има режим наречен My Career подобно на NBA 2K14, въпреки че този режим ще бъде единствено на PlayStation 4 и Xbox One (официална дата – 18 ноември в Северна Америка). Играчите са настроени да поемат ролята на суперзвезда и да следват еволюцията на WWE кариерата си от NXT до Monday Night RAW.

### 2K Showcase
На 4 август 2014 г., IGN разкри, че играта ще включва историческа режим, който се фокусира върху последните WWE съперничества. Наречен 2K Showcase, режима е подобно на 30 Years of Wrestlemania, която беше в WWE 2K14. Режимът отива повече в дълбочина, отколкото когато и да било, давайки по-подробна, фокусирани и нагоре-близки погледи на лични съперничества, които ги третират като мини-документални филми.

## Ростер
Обявени са само 56 от общо 92 суперзвезди. Възможно е по-късно да бъдат обявени. 
- Ей Джей Лий
- Алберто Дел Рио
- Бад Нюз Барет
- Батиста
- Големия И
- Грамадата
- Букър Ти
- Брей Уаят
- Бри Бела
- Брок Леснар
- Камерън
- Сезаро
- Крис Джерико
- Си Ем Пънк
- Коуди Роудс
- Къртис Аксел
- Деймиън Сандау
- Даниел Брайън
- Дарън Йънг
- Дийн Амброус
- Долф Зиглър
- Ерик Роуън
- Фанданго
- Златен прах
- Хълк Хоган
- Джак Фукльото
- Джей Усо
- Джими Усо
- Джон Сина
- Джъстин Гейбриъл
- Кейн
- Кевин Неш
- Кофи Кингстън
- Люк Харпър
- Марк Хенри
- Наоми
- Наталия
- Ники Бела
- Ар Труф
- Ранди Ортън
- Рей Мистерио
- Рик Светкавицата
- Роб Ван Дам
- Роман Рейнс
- Райбек
- Сантино Марела
- Сет Ролинс
- Шон Майкълс
- Шеймъс
- Ледения Стив Остин
- Стинг
- Съмър Рей
- Тамина Снука
- Миз
- Скалата
- Гробаря
- Тайтъс О'Ниъл
- Трите Хикса
- Тайсън Кид
- Екзевиър Уудс